# Drymonia tolimensis
Drymonia tolimensis är en tvåhjärtbladig växtart som beskrevs av Wiehler. Drymonia tolimensis ingår i släktet Drymonia och familjen Gesneriaceae. Inga underarter finns listade i Catalogue of Life.